# 삼번의 난
삼번의 난(三藩之亂)은 청나라 첫 한인 무장에 의한 반란이다. 운남(雲南)의 오삼계(吳三桂), 광동(廣東)의 상지신(尙之信), 복건(福建)의 경정충(耿精忠)이 반란을 일으켰다.
보통 삼번의 난은 오삼계 등이 일으킨 내란을 말하며, 삼번은 명나라가 멸망 후 남쪽으로 망명한 제정권(남명)을 가리키기도 하며, 그 경우는 남명을 전삼번, 오삼계 등의 반란을 후삼번이라고 부르기도 한다.

## 배경
오삼계, 상지신의 부친 상가희(尙可喜), 경정충의 조부 경중명(耿仲明)은 원래 명나라의 무장이며, 명나라가 이자성에 의해 멸망할 때 청군에 협력한 공적으로 각자 번(藩)을 받고 왕(王)에 봉해졌다. 이들 왕은 지방의 일부 토지를 부여받고 토지 내의 징병, 징세, 관리 임용권 등을 얻을 수 있었다. 이는 독립 국가의 역할과 대등할 정도였다. 당시 황제 강희제(康熙帝)는 번에 대하여 꺼림칙하게 생각하였고, 중앙집권 체제를 확립하기 위해서 번을 폐지하려고 하였다.
1673년(강희 12년), 상가희가 아들 상지신과의 불화를 이유로 스스로 은퇴를 하고 상지신에게 계승을 신청했다. 이에 강희제는 번 자체를 폐지하겠다고 상가희에게 답했다. 이에 놀란 다른 두 명은 정부의 저의를 알기 위해 자신의 번도 폐지를 신청했다. 조정에서는 번의 폐지를 강행하면 오삼계 등이 반란을 일으킬 것이라고 반대를 했지만, 강희제는 조정 내의 소수 의견을 채용하여 폐지를 강행했다. 예상대로 오삼계는 스스로 천하도초토병마대원수(天下都剿討兵馬大元帥)라고 자칭하고 반란을 일으켰다.
권신 오보이(鰲拜, oboi)를 축출한 이후, 강희제는 오보이다 더 막강한 세력인 삼번(三藩)을 염려하기 시작하였다. 원래 번(藩)은 청나라의 특수 행정구역으로 주로 변방에 설치되었는데, 그중에서도 삼번은 남명에 대비한 것으로 운남, 귀주 지역을 담당한 평서왕 오삼계, 광동의 평남왕(平南王) 상가희(尙可喜), 복건의 정남왕(靖南王) 경중명이 관할하였다. 이들은 모두 한족 출신이었으나, 순치제 때 청나라의 중국 통일을 크게 도와 번왕에 책봉됨과 동시에 막강한 군사권과 남해에서 다른 나라들과의 무역으로 엄청난 돈을 축적하고 있었다. 강희제가 친정을 시작할 무렵 정남왕의 직위는 경중명의 손자 경정충(耿精忠)이 승계하였다. 강희제 즉위 무렵에는 이미 남명이 멸망하고 반청 세력이 일소된 상황이었으나 삼번은 여전히 막강한 세력을 유지하고 자신이 다스리는 지방에서의 행정권, 사법권까지 모두 가지고 있었다. 삼번이 사실상 독자적인 정치세력으로 성장하자 중앙집권제를 강화하려는 청나라 조정과의 대결을 피할 수 없게 되었다. 특히, 오삼계는 삼번왕 가운데 품계가 가장 높았고 홍타이지의 막내딸이자 강희제의 막내 고모인 화석건녕공주를 며느리로 둔 황실 인척이어서 쉽게 통제할 수도 없는 위치에 있었다. 또한 조정이 걷은 세금 가운데 백은 2천만냥이 오삼계에게 제공되었는데 이는 국가 총 수입의 절반이 넘는 양이었기 때문에 중앙 정부인 조정의 재정에 부담을 주는 원인이 되었다.
평남왕 상가희는 아들 상지신과 불화를 겪자 고향인 요동으로 돌아가고자 은퇴를 요청하며 자신의 작위를 아들에게 물려달라고 상소하였다. 청나라 조정은 은퇴는 허락하지만 작위의 세습은 불허하였다. 이러한 조치는 스스로를 독자적 정치세력으로 여기고 있던 삼번의 왕들에게 충격을 주었고, 오삼계와 경중명은 조정의 진의를 확인하기 위해 모두 은퇴를 요청하였다. 조정은 이들이 모반을 일이키려한다고 판단하여 대책을 논의하였다. 강희제는 철번을 승인하여도 모반할 것이고 불허하여도 모반할 것이라면 일찌감치 모반을 확인하는 것이 좋다는 이유로 삼번의 철번을 명하였다. 1673년(강희 12년) 7월 철번의 명이 내려지자 오삼계 등은 모반을 결정하였고 그 해 11월 오삼계는 명나라의 갑옷을 입고 영력제의 능에서 반청복명(反淸復明)을 이유로 거병하였다. 그러나, 영력제를 죽인 사람이 다름 아닌 오삼계 자신이었기 때문에 모반의 명분은 공감을 얻지 못하여 명나라 황족을 옹립하지는 못하였다. 삼번의 난이 일어나자 중원 이남은 물론이고 섬서 몽골 등 여러 지역의 반청세력이 가담하여 전란이 확대된 후 삼번의 난은 9년 동안 계속되었다.
강희제는 오삼계에게 조정에 진출해 있던 오삼계의 장남이자 평서왕세자 오응웅을 건네줄 테니 회군하라 권유하였으나 삼번 연합군은 이를 듣지 않고 계속 진군하였다. 그리고 얼마 뒤에 오응웅과 그 아들 오세림은 체포되어 참수되었다. 한편, 평남왕 상가희는 오삼계의 호응 요청을 거절하고 이를 강희제에게 알려 자신의 결백함을 입증하고자 했으나, 이에 반발한 아들 상지신이 상가희를 연금시키고 오삼계와 합류하였다.

## 전란
1674년(강희 13년), 오삼계는 호남을 점령하고, 군을 동서로 나누어 서쪽은 사천성, 섬서성에 동쪽은 광서, 복건으로 진군시킴과 동시에 상가희, 경정충에게 호응을 권유하였다. 경정충은 유혹에 넘어가 반란을 일으키지만, 상가희는 반대를 했기 때문에 상지신에게 살해 당하고 상지신은 반란을 일으켰다. 이에 가세해 대만에서 정경(정성공의 아들)도 호응을 하여 한때는 장강 이남 모두 오삼계 세력의 손에 떨어졌다.
그러나 오삼계 등의 반란은 대의명분 보다는 자신들의 권익을 지키기 위한 것이었기 때문에 민중으로부터의 지지는 두텁지 않았다. 오삼계 등은 만주족을 내쫓고 한족의 세상을 되찾는다는 대의명분을 내세웠다. 그러나 남명에서 저항하던 한족 왕조의 망명 정권을 남쪽으로 추적해 멸망시킨 것은 오삼계 등 반란 주도자 자신들이었기 때문에 큰 지지를 얻지 못했다. 또한 오삼계 등 세 명은 모두 동등한 지위로, 지휘권의 통일이 이루어지지 않았다. 이러한 약점으로 인해 청도 서서히 세력을 만회하고, 반란군을 각개 격파 하는 데 성공하게 된다.
3개월 내에 삼번 연합군은 중국 남부를 거의 점령하였고, 지금의 섬서성과 하남성까지 진군하였다. 섬서와 하남 지역을 지키는 녹영의 장군들은 거의 삼번에게 협조적이어서 삼번 연합군의 진군에 큰 저항은 없었다. 그 군세가 엄청나 몽골의 칸들이 반역자인 오삼계에 대항하기 위해 지원을 해주겠다 하였으나 강희제는 이를 거절하고 자신의 힘으로 국난을 헤쳐가려 하였다. 그러나 오삼계는 돌연 북경으로 향하는 군사들의 진군 속도를 늦춘다. 청나라 조정의 군사를 너무 만만히 봐서 거만해졌기 때문이다.
당시 섬서성, 감숙성을 관장하던 제독인 왕보신은 오삼계의 삼번 연합군을 잘 막았으나, 오삼계를 물리쳤다는 자신을 역시 너무 과신하여 조정에 반대하고 독자 세력을 구축하였다. 그러나 뒤이어 양기륭(楊起隆)이란 사람이 자신을 명나라의 마지막 황제 숭정제의 셋째 아들인 주자형(朱慈炯), 즉 주삼태자(朱三太子)로 자칭하고 사람을 모아 북경을 몰래 기습하였고 강희제는 효장태황태후를 모시고 옛 수도 성경(盛京)으로 도망가려 하였다. 그러나 양기륭이 북경에 쳐들어올 것이란 정보를 알아챈 청군이 양기륭의 군대를 기습 공격하여 와해하였다. 삼번의 난 역시 곧 시간이 갈수록 물자가 많은 조정에 유리해져 갔고, 곳곳에서 도해(圖海)·주배공(周培功) 등 훌륭한 장수들과 팔기군의 활약으로 나태해진 삼번의 군사들을 대파할 수 있었다. 강희제는 삼번의 군사들을 물리치는 데 한족 장수들을 대거 등용하였다. 이들 한족 장수들은 만주족이 잘 모르는 삼번의 약점들을 잘 알아 더욱 손쉽게 격파할 수 있었다. 그 때문에 1676년(강희 15년) 상가희의 아들 상지신은 겁을 먹고 자살하고 경정충이 관군에 항복하였다. 그러나 경정충은 곧 청군에게 끌려와 1681년(강희 20년)에 반역에 공모한 죄로 사형당한다.
1678년(강희 17년)에 삼번의 맹주 오삼계는 스스로 황제를 칭하고 국호를 주(周), 연호를 소무(昭武)라고 하였으나 노환으로 그 해 8월에 죽었다. 이로 말미암아, 오삼계군의 군세는 크게 약해졌고, 1681년(강희 20년)에 오삼계의 손자이자 오씨의 주나라, 즉 오주(吳周)의 두 번째 황제인 오세번이 곤명(昆明)에서 자살을 하고 청군이 곤명을 함락시킴으로써 9년에 걸친 삼번의 난은 끝이 났다. 이 반란 이후에 강희제는 번 제도 자체를 폐지하고 친왕들과 군왕들에게 최소한의 사병만을 남겨두고 나머지는 모두 녹영이나 팔기군에 배속시켜 친왕들의 군 지휘권을 거의 뺏어 버렸다. 이 반란은 강희제의 황권과 군 통수권을 더욱 강화하였다.
1676년(강희 15년), 섬서가 진압되어 상지신이 항복한다. 경정충도 청에 항복하고 창을 돌려 반란군 토벌에 참가하게 된다.
1678년(강희 17년), 열세에 서게 된 오삼계는 황제에 즉위하여 국호를 주로 삼고 독립을 선언했지만, 반년 후에 병사하게 된다. 다른 주나라와 구별하여 오주라고 불린다.

## 사후
대장을 잃은 반란군은 급격히 이탈을 시작했고, 운남으로 도피하여 오삼계의 손자 오세번이 황제를 이었지만, 1681년에 청군의 공격을 받아 오세번은 자살하고, 전란은 종결되었다. 이후 경정충과 상지신은 사형에 처해졌다. 이어 1683년에는 정경의 아들이 항복하자, 국내의 반청 세력이 일소되어 강희제에 의한 군주독재가 완성되었으며, 《삼세의 봄》이라는 청나라의 절정기가 초래되는 결과로 이어진다.

## 조선
한편, 청나라는 조선의 내정에 간섭하지는 않았으나 역대 중국 왕조와 같이 사대관계에 의해 번국에 준하여 대하였고, 삼번의 난이 일어나자 조선의 북벌론을 문제삼으려는 움직임을 보였다. 이에 숙종은 청나라를 안심시키기 위해 남인 정권을 물리치고 대표적인 북벌론자 윤휴를 처형하는 고육책을 써야 했다. 삼번의 난 중에 조선은 큰 기근이 들었는데 강희제는 1671년(강희 10년, 현종 12년) 조선에서 온 동지사 복선군 이남에게 다음과 같은 말을 전하였다.
| “ | 너희 나라 백성이 빈궁하여 살아갈 길이 없어서 다 굶어 죽게 되었는데 이것은 신하가 강한 소치라고 한다. 돌아가서 이 말을 국왕에게 전하도록 하라. | ” |

흔히 군약신강(君弱臣強)이라고 하는 이 말은 당시 조선의 왕권이 약하고 신권이 크다하여 청나라가 조선을 비웃는 말로도 사용되었다.

## 같이 보기
- 강희제
- 오삼계
- 번 (藩)